# Jan Tuijp
Johannes Cornelis Hyacinthus Maria (Jan) Tuijp (Volendam, 22 augustus 1948) is een Nederlandse basgitarist, werktuigbouwkundig ingenieur, vlieginstructeur, fotograaf en blogger. Tuijp was medeoprichter van de Volendamse band BZN en is het enige bandlid dat tijdens de hele bestaansperiode van de band, van zomer 1965 tot 16 juni 2007, deel van de band uitmaakte. Zijn bijnaam is Jan Pet.

## Opleiding
Tuijp heeft een klassieke technische opleiding gevolgd. Na de LTS in Edam, en de MTS en de HTS in Amsterdam studeerde hij aan de TH te Delft. De opleiding aan de HTS heeft hij afgerond in 1971. Zijn studie Werktuigbouwkunde, afstudeerrichting Stromingsleer en Warmteoverdracht, aan de TH Delft heeft Tuijp, na het behalen van de propedeuse en de kandidaatsexamens, af moeten breken vanwege de plotselinge populariteit van BZN, waarin hij basgitarist was.

## Muzikale carrière
De muzikale carrière van Tuijp begint wanneer hij in de zomer van 1965 met de vrienden Evert Woestenburg, Gerrit Woestenburg en Cees Tol een in aanvang naamloze band begint. Omdat de band een basgitarist miste, bouwt Tuijp met zijn vader en zijn oom samen zijn eerste basgitaar. Deze naamloze band wordt later bekend onder de naam BZN, hetgeen simpelweg de afkorting is van Band Zonder Naam. Met deze band scoort hij 55 top 40 hits en 88 gouden en platina platen uit binnen- en buitenland. Tevens ontvangt hij talloze andere onderscheidingen waaronder de koninklijke onderscheiding Ridder in de Orde van Oranje Nassau voor zijn verdiensten in de Nederlandse muziekgeschiedenis, een Edison voor het gehele oeuvre en een Gouden Harp.
Voor BZN schrijft Tuijp, deels samen met Cees Tol en later met Jan Keizer, alle Engelstalige teksten en later ook de Nederlandse teksten.
In 1996 ontdekt Tuijp samen met BZN-collega’s Jan Keizer en Jack Veerman de Voldendamse zanger en presentator Jan Smit. Gezamenlijk schrijft en produceert dit trio, als JJJ Productions, de eerste 5 jaar van Smits carrière zijn grote hits en Nederlands- en Duitstalige albums. Met dit werk verdienen Tuijp, Keizer en Veerman in 2001 de Buma Exportprijs. Zij zijn op dit moment nog steeds eigenaar van al het materiaal van Jan Smit dat in de periode van 1996 tot 2002 is opgenomen.
Naast schrijf- en productiewerk voor Jan Smit, verzorgde Tuijp met zijn collega’s ook productiewerk voor onder anderen Tamara Tol en zangeres Renate.
Ook is Tuijp van medio 1998 tot november 2008 bestuurslid van de Sectie Performers van de Stichting SENA.
Na het uiteengaan van BZN hangt Tuijp zijn basgitaar aan de wilgen, totdat hij in 2012 door Jan Rietman wordt gevraagd te spelen in de gelegenheidsband Rock & R’All Stars, samen met Marga Bult (zang), Dany Lademacher (gitaar), Ton op ’t Hof (drums), Jacques Kloes (zang), Jan Kooper (saxofoon) en Albert Deinum (gitaar). In deze formatie treedt Tuijp een aantal maal op en wordt één single uitgebracht: Rock And Roll Met Een Traan.

## Fotografie
Al tijdens zijn carrière met BZN is Tuijp een fervent fotograaf. Na het uiteengaan van de band neemt deze hobby grotere vormen aan, maar ook tijdens zijn muzikale carrière maakt Tuijp al vele luchtfoto’s.
De luchtfoto’s die Tuijp maakt worden te koop aangeboden via zijn eigen website.
Hij wint diverse fotowedstrijden en scoort een aantal eervolle vermeldingen van National Geographic naar aanleiding van inzendingen. In 2010 wint hij de National Geographic Photo Award in de categorie Landschappen met een halo-foto van de zon in het zuidpoolgebied. Tevens worden een aantal van zijn foto’s in National Geographic Calendars geplaatst. In 2018 wordt een foto van hem door het Wereld Natuur Fonds geselecteerd voor het WNF boek 'Ooggetuigen', met daarin de volgens het WNF beste natuurfoto’s van 2018. Ook verzorgt Tuijp foto’s voor verschillende boeken over Volendam en de geschiedenis van deze stad en haar inwoners en boeken over Volendammer kunst.

## Aerotuijp
Tuijp is al tijden een fervent vlieger. In 1989 haalde hij zijn vliegbrevet en in 1992 studeerde hij af als beroepsvlieger. Hij haalde tevens zijn aantekening voor vlieginstructeur. In die hoedanigheid leidde hij, via zijn eigen vliegschool, vele privé- en beroepsvliegers op.
Tuijp richt op 23 april 1993 het bedrijf Aerotuijp B.V. op, dat zich bezighoudt met het geven van vlieglessen en luchtfotografie. In het begin heeft dit bedrijf twee vliegtuigen: een Fuji FA-200-180AO met de registratieletters PH-BZN en een Beech F33C Bonanza met de registratieletters PH-BNK. Dit tweede vliegtuig werd in 2012 verkocht.
Op 6 augustus 2010 raakt de PH-BZN betrokken bij een incident nabij luchthaven Schiphol, waarbij het vliegtuig bijna in botsing komt met twee passagiersvliegtuigen. De naam van de gezagvoerder is niet bekendgemaakt, maar Tuijp was tijdens de betreffende vlucht in elk geval niet de gezagvoerder. Hij was op dat moment vanwege hartproblemen gedurende zes maanden niet bevoegd om te vliegen, omdat zijn medical was ingetrokken.
Op 7 oktober 2022 verkoopt  Tuijp ook de PH-BZN. Hij heeft er dan 34 jaar in gevlogen. In totaal heeft Tuijp 35 jaar gevlogen en 6600 vlieguren gemaakt.

## Persoonlijk
Zoon Vincent Tuijp is CDA-politicus en wethouder in de gemeente Edam-Volendam.